# 真角虫囊菌属
真角虫囊菌属（学名：Euceratomyces）是真角虫囊菌科的一属。

## 下属物种
本属包括以下物种：
- Euceratomyces terrestris (Thaxter) Thaxter